# Aix-en-Issart
 Aix-en-Issart  es una población y comuna francesa, situada en la región de Norte-Paso de Calais, departamento de Paso de Calais, en el distrito de Montreuil y cantón de Campagne-lès-Hesdin.

## Demografía
| 293 | 283 | 264 | 239 | 247 | 210 |
| Para los censos de 1962 a 1999 la población legal corresponde a la población sin duplicidades (Fuente: INSEE [Consultar]) |     |     |     |     |     |